# 謝列布良卡河 (莫斯科)
55°46′54″N 37°47′43″E / 55.78167°N 37.79528°E

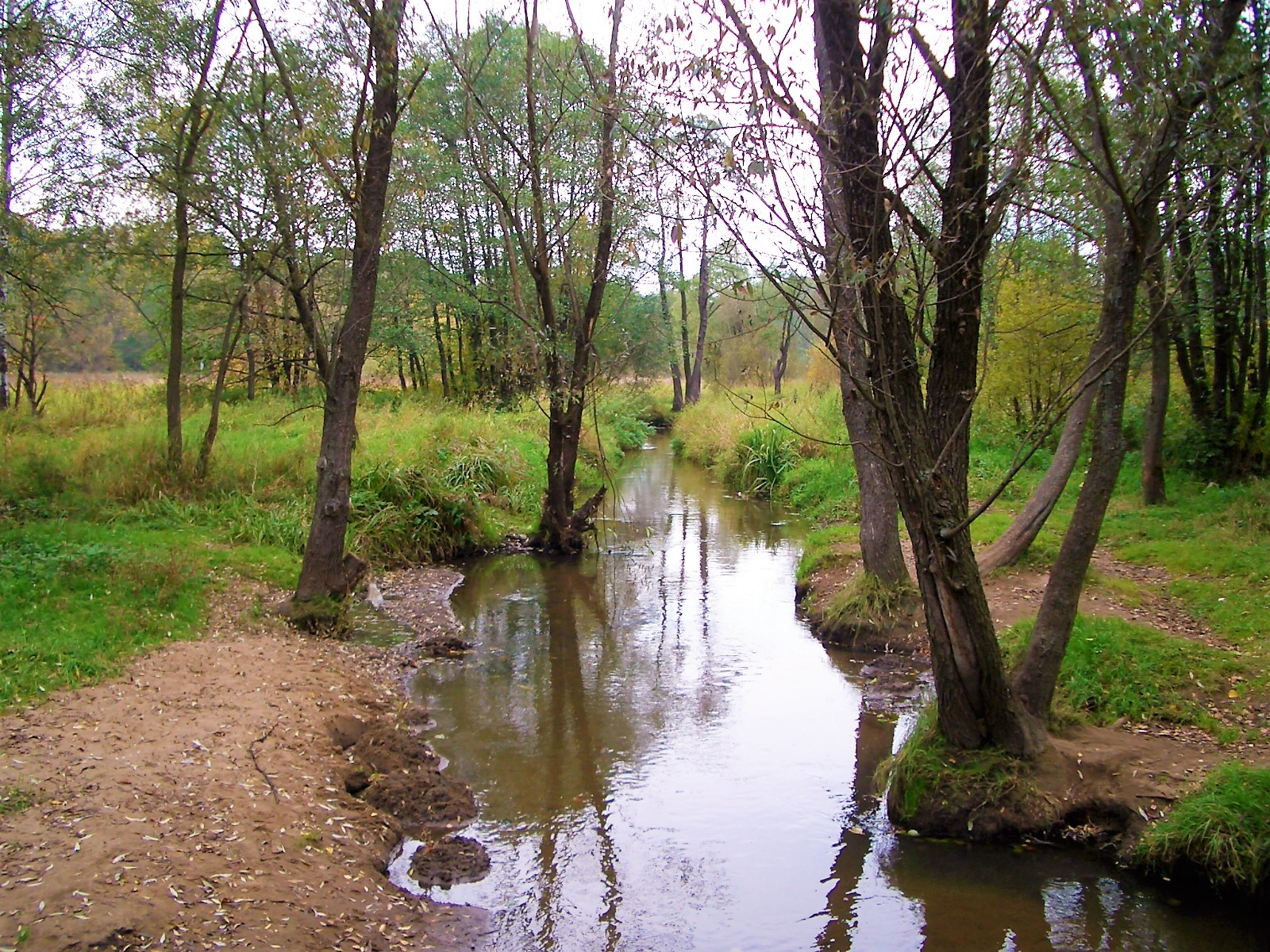

謝列布良卡河（俄语：Серебрянка），是俄羅斯的河流，位於莫斯科東北部，屬於哈皮洛夫卡河的左支流，發源自莫斯科環城公路以東的沼澤，河道全長12公里，流域面積30平方公里。